# Rockperry
Rockperry Festival är en finländsk musikfestival som årligen ordnades i Vasa. Festivalen fick sin början i Laihela år 2000, men flyttades redan nästa år till Vasa, där den växte till ett av Finlands största rock- och popevenemang. Rockperry ordnades tio gånger. Evenemanget ordnades av Rockperry Oy. Efter en paus på nio år återuppstår rockfestivalen under namnet Rockperry ReLoad. Festivalen ordnas lördagen 15 juni 2019 i Sandviksparken i Vasa med artisterna Skid Row, Backyard Babies, Hardcore Superstar, Kotiteollisuus, Eclipse och Sara.

## Medverkande i urval
- 2000 J. Karjalainen, YUP, Sir Elwoodin hiljaiset värit.
- 2001 Dingo, Kirka, Tommi Läntinen, Suurlähettiläät, Pauli Hanhiniemen Perunateatteri, Yö.
- 2002 Yö, Anssi Kela, Don Huonot, Popeda, Neljä Ruusua, Sir Elwoodin hiljaiset värit, Klamydia, SF-Blues.
- 2003 Hanoi Rocks, Popeda, Yö, Peer Günt, Kauko Röyhkä, YUP, Pelle Miljoona & Rockers, Maukka Perusjätkä, Lauri Tähkä & Elonkerjuu.
- 2004 Europe, The 69 Eyes, Juice Leskinen, Yö, Neljä Ruusua, Timo Rautiainen & Trio Niskalaukaus, Negative, Mamba, Apulanta, Ronnie Starr.
- 2005 The Scorpions, Children of Bodom, Maija Vilkkumaa, Popeda, Lauri Tähkä & Elonkerjuu, Miljoonasade, Zero Nine, Apulanta, CMX, Peer Günt.
- 2006 Tiktak, The Rasmus, Lordi, Kolmas Nainen, Uriah Heep.
- 2007 Within Temptation, The Hellacopters, D-A-D, Maija Vilkkumaa, Hardcore Superstar.
- 2008 Helloween, Yngwie Malmsteen, In Flames, Children of Bodom, Amorphis, Pain, Kari Peitsamon Skootteri, Paradise Lost, Tony Carey.
- 2009 Tarja Turunen, Turbonegro, Backyard Babies, Disco Ensemble, Von Hertzen Brothers, Sturm und Drang, Maija Vilkkumaa, M.A. Numminen & Pedro Hietanen, Indica.
- 2019 Skid Row, Backyard Babies, Hardcore Superstar, Kotiteollisuus, Eclipse och Sara.